# Pseudomicrargus
Pseudomicrargus is een geslacht van spinnen uit de familie hangmatspinnen (Linyphiidae).

## Soorten
De volgende soorten zijn bij het geslacht ingedeeld:
- Pseudomicrargus acuitegulatus (Oi, 1960)
- Pseudomicrargus asakawaensis (Oi, 1964)
- Pseudomicrargus latitegulatus (Oi, 1960)